# Nils Hagelberg
Nils (Niklas) Danielsson Hagelberg, född 1767, död 1818, var en svensk målare.
Hagelberg studerade vid Konstakademien och från 1794 i Köpenhamn. Han vistades sedan omväxlande i Danmark och Sverige. Hagelberg målade historiska och mytologiska motiv, landskap och genrer i Nicolai Abildgaards stil men förvärvade särskilt anseende för sina redligt tecknade porträtt, mestadels i miniatyr. Bland dessa märks porträtt av N A Abildgaard (på Frederiksborgs slott) och skådespelaren Andreas Widerberg (på Nationalmuseum).